# Edenbridge (zespół muzyczny)
Edenbridge – austriacka grupa muzyczna grająca metal założona w 1998 przez klawiszowca Lanvalla, basistę Kurta Bednarsky'ego oraz wokalistkę Sabine Edelsbacher.

## Muzycy
| Obecny skład zespołu - Arne "Lanvall" Stockhammer - gitara, instrumenty klawiszowe (od 1998) - Sabine Edelsbacher - śpiew (od 1998) - Dominik Sebastian - gitara (od 2009) - Johannes Jungreithmeier - perkusja (od 2016) Muzycy koncertowi - Andreas Oberhauser - gitara basowa (2002) - Mike Koren - gitara basowa (2003) - Dominik Sebastian - gitara (2008) |  | Byli członkowie zespołu - Kurt Bednarsky - gitara basowa (1998-2002) - Roland Navratil - perkusja (1998-2007) - Georg Edelmann - gitara (2000) - Andreas Eibler - gitara (2001-2004) - Frank Bindig - gitara basowa (2004-2008) - Martin Mayr - gitara (2005-2006) - Max Pointner - perkusja (2007-2016) - Sebastian Lanser - perkusja (2007) - Robert Schönleitner - gitara (2007) - Simon Holzknecht - gitara basowa (2009) - Wolfgang Rothbauer - gitara basowa (2013-2016) |

## Dyskografia

### Albumy studyjne
- Sunrise in Eden (2000)
- Arcana (2001)
- Aphelion (2003)
- Shine (2004)
- The Grand Design (2006)
- MyEarthDream (2008)
- Solitaire (2010)
- The Bonding (2013)

### Single
- Shine (2004)
- For Your Eyes Only (2006)

### Albumy koncertowe
- A Livetime in Eden (2004)
- LiveEarthDream (2009)

### Kompilacje
- The Chronicles of Eden (2007)